# Émile Charvériat
Émile Charvériat, né le 25 juillet 1826 à Lyon et mort le 1er juillet 1904, dans son château de Varennes, à Quincié, est un historien français.

## Biographie
Charvériat fit ses études classiques au collège d’Oullins, où il eut notamment pour condisciples : le peintre Paul Borel. Ses études achevées, il alla, en 1846, suivre les cours de la Faculté de droit de Paris. À son retour à Lyon en 1849, il commença à travailler dans l’étude de notaire de son père. Toutefois, le goût pour l’étude de l’histoire et les œuvres de bienfaisance ne le retinrent pas longtemps dans la carrière du notariat car, à peine de retour à Lyon, il était devenu secrétaire-adjoint de la Société de Saint-Vincent-de-Paul. Ami du professeur de littérature étrangère à la Sorbonne, Frédéric Ozanam, le fondateur de cette œuvre de bienfaisance, Constant Pautrier était devenu aussi l’ami intime de Charvériat. C’est à cette amitié et aux relations étroites que ce dernier entretint, à Lyon, avec Pautrier, qu’on doit son œuvre la plus importante, l’Histoire de la guerre de Trente Ans, qui devait lui obtenir, un jour, l’une des plus hautes récompenses de l’Académie Française, le prix Thiers en 1880. Dans ce travail, Charvériat se révéla un érudit de premier ordre, en puisant aux sources les plus diverses, pour donner une histoire écrite dans un style plein de sobriété et avec une netteté, dont aucun des historiens ayant abordé le même sujet n’avait encore donné l’exemple, et dont Georges Prévot-Leygonie, professeur à la Faculté de droit de Poitiers, a dit que « son livre était le meilleur tableau d’ensemble, que nous ayons en français, de la longue lutte terminée par le traité de paix de Westphalie ». C’est grâce aux encouragements de Pautrier que Charvériat avait été amené à aborder un sujet, qui a toujours été considéré comme le plus embrouillé de tous ceux que renferment les annales des nations. C’est l’étude de tous les écrivains allemands, prosateurs ou poètes, poursuivie avec une pénétrante sagacité par Pautrier, qui révéla à Charvériat les lumières que pouvaient lui fournir les historiens et chroniqueurs allemands, dans la préparation de cette histoire, alors imparfaitement connue encore, de la première moitié du XVIIe siècle. Publiés en 1878, les deux volumes de cette histoire furent présentés, dès l’année suivante, à l’Académie française qui lui décerna, en 1880, le prix Thiers, de la valeur de 3 000 francs.
Il fut élu à l’Académie de Lyon, section Lettres, presque à l’unanimité, le 2 décembre 1879.
Charvériat a également donné un chapitre de l’histoire des provinces françaises avec le récit des guerres de la Ligue dans le Mâconnais, le Beaujolais et le Charolais, entre les années 1589 et 1595, après avoir retrouvé, dans les Archives municipales de Lyon, la correspondance du chef ligueur Nagu-Varennes, pendant le cours de ses opérations militaires. Ce chef ligueur possédait alors le château de Varennes, qui avait été, au cours des troubles religieux, pris et pillé par les protestants, en 1583, ce qui avait suffi, pour jeter son possesseur dans le parti de la Ligue. Devenu, par héritage de famille, possesseur de ce château de Varennes, il s’attacha tout particulièrement à en relater les souvenirs.
Au cours de ses voyages, Charvériat avait l’habitude de dessiner le panorama des montagnes, qu’il avait sous les yeux. On lui doit le panorama du Semnoz, inséré par Adolphe Joanne, dans son Guide en Savoie. Il a également dessiné le panorama de Fourvière du haut de l’ancien clocher. Ce dessin, auquel il consacra plusieurs années de sa vie, fut publié d’abord en 1881, à l’échelle de 10 millimètres par mètre, puis il a été agrandi, en 1887, à celle de 70 millimètres et, finalement, il a été peint sur lave émaillée, en 1894, au sommet de la tour nord-est de la nouvelle église.
Il mourut, le 1er juillet 1904 dans son château de Varennes. Laborieux et assidu aux séances et travaux de l’Académie, il lui laissa, en outre, par legs, la somme de 3 000 francs. Il avait un fils ainé, François, professeur à la Faculté de droit d’Alger, auteur de Huit Jours en Kabylie.

## Publications

### Ouvrages
- Notice sur M. de Vidaud, Lyon, Josserand, édit., in-8°, 1875.
- Histoire de la guerre de Trente Ans (1618-1648), Paris, E. Plon, 2 vol. in-8°, 1878.Ouvrage couronné par le prix Thiers l’Académie française.
- La Bataille de Fribourg (3-5 août 1644), avec deux cartes. Lyon, Pitrat, in-8° 1883.
- Les Affaires religieuses en Bohème au XVIe siècle, depuis l’origine des frères Bohêmes, jusques et y compris la lettre de Majesté, en 1609, Paris, Plon, édit. 1886, in-8°.Dans l’avant-propos de cet ouvrage, l’auteur explique que c’est en continuant ses études sur la guerre de Trente Ans et en recherchant les causes qui la firent éclater, qu’il avait été amené à étudier la situation religieuse et politique du royaume de Bohème pendant le XVIe siècle.
- Louis Mouton (1834-1890), notice biographique, Montbrison, E.  Brassart, imp., 1890, in-8°.
- Notice sur le Comice agricole du Haut-Beaujolais, Lyon, A. Bey édit, 1894, in-12.
- Correspondance échangée entre M. de Nagu-Varennes et les Échevins de Lyon (1589-1595), Lyon, A. Roy et Cie édit., 1903, in-12.
- L’Édit de Restitution de 1629, Montbrison, E. Brassart, imprim., gr. in-8°, 189.

### Articles
- « La Politique française sous Louis XV. Histoire de France depuis ses origines jusqu’à nos jours », par M. C. Dareste (Correspondant, 25 septembre 1868, t. LXXV, p. 1114).
- « Les Origines du journalisme en Allemagne » (Mémoire de l’Académie de Lyon, 1880. Lettres, t. XIX, p. 97).
- « L’Éducation d’un prince allemand à la fin du XVIe siècle » (discours de réception 1880) (Mémoires de l’Académie, t. XX, p. 25).
- « Note sur une relation de la bataille de Wimpfen » (Mémoires de l’Académie, Lettres, 1881-1882, t. XX, p. 259).
- « Étude sur l’histoire de la Constitution de Cologne au Moyen Âge » (Mémoires de l’Académie, Lettres, t. XX, p. 287).
- « La Réunion de la Franche-Comté à la France » (Revue Lyonnaise, t. V, 1883, p. 503).
- « Note sur un point relatif à la bataille de la Montagne Blanche » (Mémoires de l’Académie, Lettres, 1883, t. XXI, p. 305).
- « La Question de Wallenstein, d’après un travail allemand » (Revue des Questions historiques, 1er janvier 1884).
- « Politique d’Urbain VIII pendant la guerre de Trente Ans » (Mémoires de l’Académie, Lettres, 1884, p. 5.)
- « Un Réformateur au XVIIe siècle : Jean Bernard Scheuth Schweinsberg, prince abbé de Fulda » (Revue Lyonnaise, t. VII, 1884, p. 437)
- « Biographies allemandes : Philippe Lang, valet de chambre de l’empereur Rodolphe II » (Revue Lyonnaise, t. IX, 1885, p. 370).
- « Biographies allemandes : Gebhard Truchsets de Valdebourg, archevêque électeur de Cologne » (Revue Lyonnaise, t. X, 1885, p. 241).
- « Brochures relatives à la guerre de Trente Ans » (Mémoires de l’Académie, Lettres, 1886, t. XXIII, p. 1 15).
- « La Question du Calendrier en Allemagne » (Mémoires de l’Académie, Lettres, 1887, t. XXIV, p. 177).
- « Rapport sur le prix Lombard de Buffières. Séance du 24 janvier 1887 » (Mémoires de l’Académie, Lettres, t. XXIV, p. 329).
- « Le Comte d’Avaux et son père, le sieur de Roissy » (Revue du Lyonnais, 1887, t. IV, p. 393).
- « D’Avaux et Servien » (Revue du Lyonnais, 1888, t. V, p. 252).
- « Le Prince d’Eggemberg, ministre de l’empereur Ferdinand II » (Revue du Lyonnais, t. VIII, 1889, p. 197).
- « Louis XIII et Richelieu. La méthode de Richelieu, ses soucis, sa puissance (1629-1630) » (Revue du Lyonnais, 1891, t. XII, p. 277).
- « La Peste en Allemagne pendant la première moitié du XVIIe siècle, Lyon, A. Bey, édit., gr. in-8°, 1892.
- « Étude sur Philippine Welser (Revue du Lyonnais, 1892, t. XIV, p. 105).
- « Biographies allemandes. Un procès de lèse-majesté en Allemagne, au XVIIe siècle, Jean Ulrich de Schaffgotsch » (Revue du Lyonnais, 1896, t. XXII., p. 443 et année 1897, t. XXII, p. 77, 171 et 239)
- « Le Curé de Dornheim » (Revue du Lyonnais, 1898, t. XXV, p. 77 et 162.)
- « Jean-Louis d’Erlach », Lyon, A. Rey et Cie édit., 1902, in-12.

### Comptes rendus
- « L’Allemagne et sa littérature jugées avant et après la guerre. » Compte rendu de l’Histoire de la littérature allemande par M. Heinrich, doyen de la Faculté des lettres de Lyon (Correspondant, 10 décembre 1874. t. XCVII, p. 1017).
- « La Défenestration de Prague. Fragment de l’Histoire de la guerre de Trente Ans. Histoire du soulèvement de la Bohème en 1618 », par Gindely. Compte rendu (Correspondant, 10 avril 1875, t. XCIX, p. 146).
- « Les Avocats au Parlement de Paris, par M. Delachenal, Compte rendu » (Revue du Lyonnais, 5e série, 1886, t. Ier, p. 21).
- « Histoire de la littérature allemande » par M. Heinrich, 2e édition, 1er volume  (« Compte rendu », Revue du Lyonnais, t. V, 1889, p. 297).
- « Histoire de la Ville de Crémieu », par M. Delachenal ; compte rendu (Revue du Lyonnais, 1889, t. VII, p. 373).
- « Histoire de la philosophie pendant la Révolution », par M. Ferraz. Compte rendu » (Revue du Lyonnais, 1890, t. X, p. 153).
- « Histoire de la littérature allemande », par M. Heinrich. Compte rendu, t. II et III, 2° édit. Revue du Lyonnais, 1892, t. XIII, p. 289.
- « Histoire de la Monarchie de Juillet par P. Thureau-Dangin. Compte rendu (Revue du Lyonnais , 1892, t. XIV, p. 56).
- « Journal du Congrès de Munster, par François Ogier, aumônier du Comte d’Avaux » (1643-1647). Compte rendu » (Revue du Lyonnais, 1893, t. XVI, p. 58).
- « Étude sur la politique de l’empereur Frédéric II en Allemagne et sur les transformations de la Constitution allemande, dans la première moitié du XIIIe siècle », par Georges Blondel. Compte rendu » (Revue du Lyonnais, 1893, t. XVI, p. 398).